# Folcvang

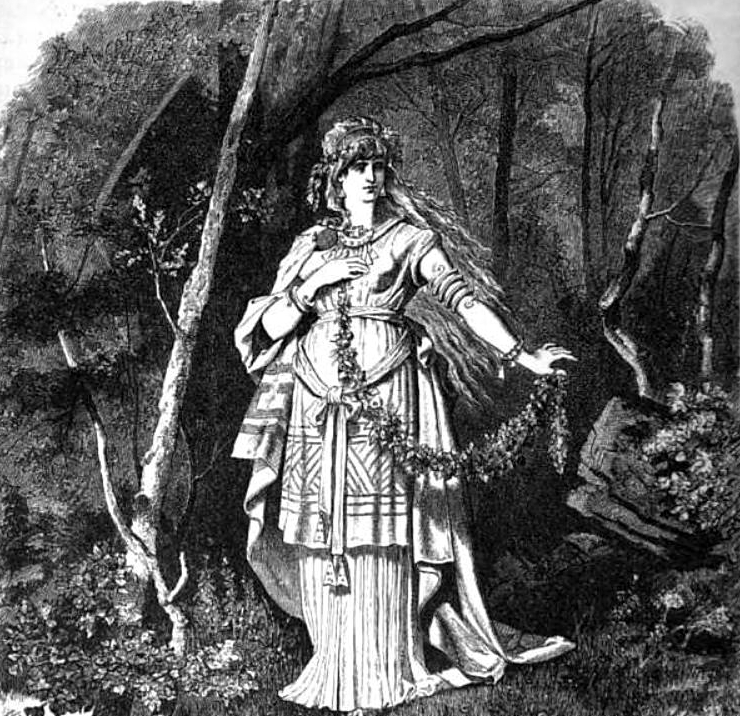
"Freya" (1882) de Carl Emil Doepler.

A la mitologia nòrdica, Folcvang (en norrè, Fólkvangr «camp de l'exèrcit»o «camp de la host» o «camp de les gents») és un prat o camp governat per la deessa Freia, on viuen la meitat dels que moren en combat, mentre que l'altra meitat va amb el déu Odin al Valhal·la. Folcvang és testificat a la Edda poètica, compilada al segle xiii a partir de fonts tradicionals anteriors, i a la Edda prosaica, escrit al segle xiii per Snorri Sturluson. D'acord amb l'Edda prosaica, dins Folcvang hi ha la sala de Freia Sessrúmnir. Diverses teories acadèmiques s'han proposat sobre les implicacions de la ubicació.

## Els documents
Al poema Grímnismál recollit a l'Edda poètica, Odin (disfressat de Grímnir) li diu al jove Agnar que assigna a Freia la meitat dels que moren als seients de la sala del seu Folcvang, mentre Odin rep l'altra meitat:

| Traducció de Benjamin Thorpe: Folcvang és el novè, allà regeix Freia Les sessions de la sala. Ella la meitat dels caiguts escull cada dia, Però Odin rep l'altra meitat | Traducció de Henry Adams Bellows: La novena es Folcvang, on Freia decreta Qui tindrà seients a la sala; La meitat dels morts cada dia tria, I l'altre meitat té Odin |  |

En el capítol 24 de l'Edda prosaica al llibre Gylfaginning, l'Alt li diu a Gangleri (que es descriu com a rei Gylfi disfressat) que Freia és «la més gloriosa de les anses», que Freia té una sala al cel anomenada Folcvang, i que cada vegada que es produeix una batalla s'emporta la meitat de la morts, i l'altra meitat Odin, com diu aquí. L'Alt continua amb una descripció de la sala de Freia, Sessrúmnir.

## Teories

### Saga d'Egils
A la saga d'Egils, quan Egill Skallagrímsson es nega a menjar, la seva filla Þorgerðr (en anglicisme com «Thorgerd») diu que anirà sense aliment i, per tant, morirà de fam, i en fer-ho, es reunirà amb la deessa Freia:

Thorgerd respon en veu alta: "No he tingut sopar, ni ho faré fins que m'emporti Freia. No conec millor curs d'acció que el del meu pare. No vull viure quan el meu pare i el meu germà estan morts.

Näsström Britt-Mari diu que "com a receptor dels morts, el seu estatge [de Freia] també està obert per a les dones que han patit una mort noble.» Näsström cita el passatge de la Saga d'Egils com un exemple, i apunta a una possible connexió addicional de la saga d'Hervarar Heiðreks, on la reina es penja al dísarsalr (nòrdic antic «Saló dels Dís») després de descobrir que el seu marit ha traït al seu pare i germà. Nasstrom comenta que «aquest Dís no podria ser ningú més que la mateixa Freia, el líder natural de les deïtats femenines col·lectives anomenades dísir, i el lloc del suïcidi de la reina sembla per tant que està connectat amb Freia».

### Implicacions
John Lindow diu que si l'element folk de Folcvang s'ha d'entendre com "exèrcit", llavors Folcvang apareix com una alternativa al Valhal·la. Lindow afegeix que, igual que Odin, Freia té una associació amb guerrers i que presideix sobre l'etern combat del Hjaðningavíg.
Rudolf Simek teoritza que el nom Folcvang és "segurament no gaire més antic que el mateix Grímnismál», i afegeix que la descripció del Gylfaginning es manté a prop de la del Grímnismál, però, que les descripcions del Gylfaginning afegeixen que Sessrúmnir es troba dins Folcvang. D'acord amb Hilda Ellis Davidson, Valhal·la «és ben coneguda a causa del fet que té un paper tan important en les imatges de la guerra i de la mort», però el significat d'altres sales de la mitologia nòrdica, com Ýdalir, on el déu Ullr mora i Folcvang, de Freia, s'han perdut.
Britt-Mari Näsström remarca que el Gylfaginning relata que "cada vegada que hi ha una batalla s'emporta la meitat dels morts», i interpreta Folcvang com «el camp dels guerrers». Näsström comenta que:

Freia rep els herois morts al camp de batalla molt respectuosament, com Oðinn fa. La seva casa es diu Sessrúmnir, "ple de molts seients", i és probable que compleixi la mateixa funció que Valhöll, "la sala dels morts", on els guerrers mengen i beuen cervesa després dels combats. No obstant això, hem de preguntar per què hi ha dos paradisos heroics per la visió del més enllà dels nòrdics antics. Possiblement podria ser una conseqüència de les diferents formes d'iniciació dels guerrers, on una part semblava haver pertangut a Odin i l'altre a Freia. Aquests exemples indiquen que Freia va ser una deessa-guerrera, i que fins i tot apareix com una valquíria, literalment "la que tria als morts".

Siegfried Andres Dobat comenta que "en el seu paper mitològic com a selectora de la meitat dels guerrers caiguts per la seva mort al regne de Folcvang, la deessa Freia, a més, apareix com el model a seguir per a les valquíries i les disír.»

## Influència moderna
A principis del segle 20, Karl Ernst Osthaus va desenvolupar la "Folkwang-Gedanke» o «Folkwang-Konzept», en què l'art i la vida es poden reconciliar. Diverses institucions culturals que porten el nom Folkwang (l'ortografia alemanya de Folcvang) es van fonamentar en aquest concepte. Aquestes institucions són el Museu Folkwang d'Essen (obert el 1902), l'editorial Folkwang-Verlag (fundada el 1919), Orquestra de Cambra Folkwang Essen (fundada el 1958), Folkwang-Musikschule a Essen (fundada el 1974), i la Universitat Folkwang de les Arts, centrant-se en la música, el teatre, estudis de dansa i disseny.